# $h*! My Dad Says
$#*! My Dad Says is een Amerikaanse sitcom, geproduceerd door Warner Bros. Television, die in Amerika door CBS en in Nederland door Veronica werd uitgezonden. De serie is gebaseerd op de tweets van de Amerikaanse journalist Justin Halpern, die op zijn account met de naam Shit My Dad Says, letterlijk "onzin die mijn vader zegt", citaten van zijn vader, Sam, plaatste. De serie is slechts één seizoen op tv geweest, van 2010 tot 2011. Op 15 mei 2011 kondigde CBS aan dat ze $#*! My Dad Says hadden gestopt.
Vanwege de strenge regels omtrent grof taalgebruik op tv in Amerika werd "shit" vervangen door "$#*!" en werd ook de inhoud van de tweets van Halpern veranderd en minder grof gemaakt.

## Verhaal
Ed is een 72-jarige man met een uitgesproken mening, die drie keer is gescheiden. Zijn twee volwassen zoons, Henry en Vince, zijn gewend aan zijn ongewenste en vaak politiek incorrecte uitlatingen. Henry, die schrijver en blogger is, moet op een gegeven moment bij zijn vader intrekken als hij zijn huur niet meer kan betalen. Na een aantal weken vindt Henry een baan, maar tijdens zijn sollicitatiegesprek wordt hij door zijn vader gestoord. De werkgever is geïnteresseerd in de uitlatingen van Ed en neemt Henry aan op voorwaarde dat hij bij zijn vader blijft wonen, zodat hij over diens uitspraken kan schrijven; vandaar de titel $#*! My Dad Says, oftewel Onzin Die Mijn Vader Zegt.

## Rolverdeling
- William Shatner als Dr. Edison Milford "Ed" Goodson III
- Jonathan Sadowski als Henry Goodson
- Will Sasso als Vince Goodson
- Nicole Sullivan als Bonnie Goodson
- Tim Bagley als Tim
- Riki Lindhome als Laura Griffin